# Onze-Lieve-Vrouw Hemelvaartkerk (Lummen)

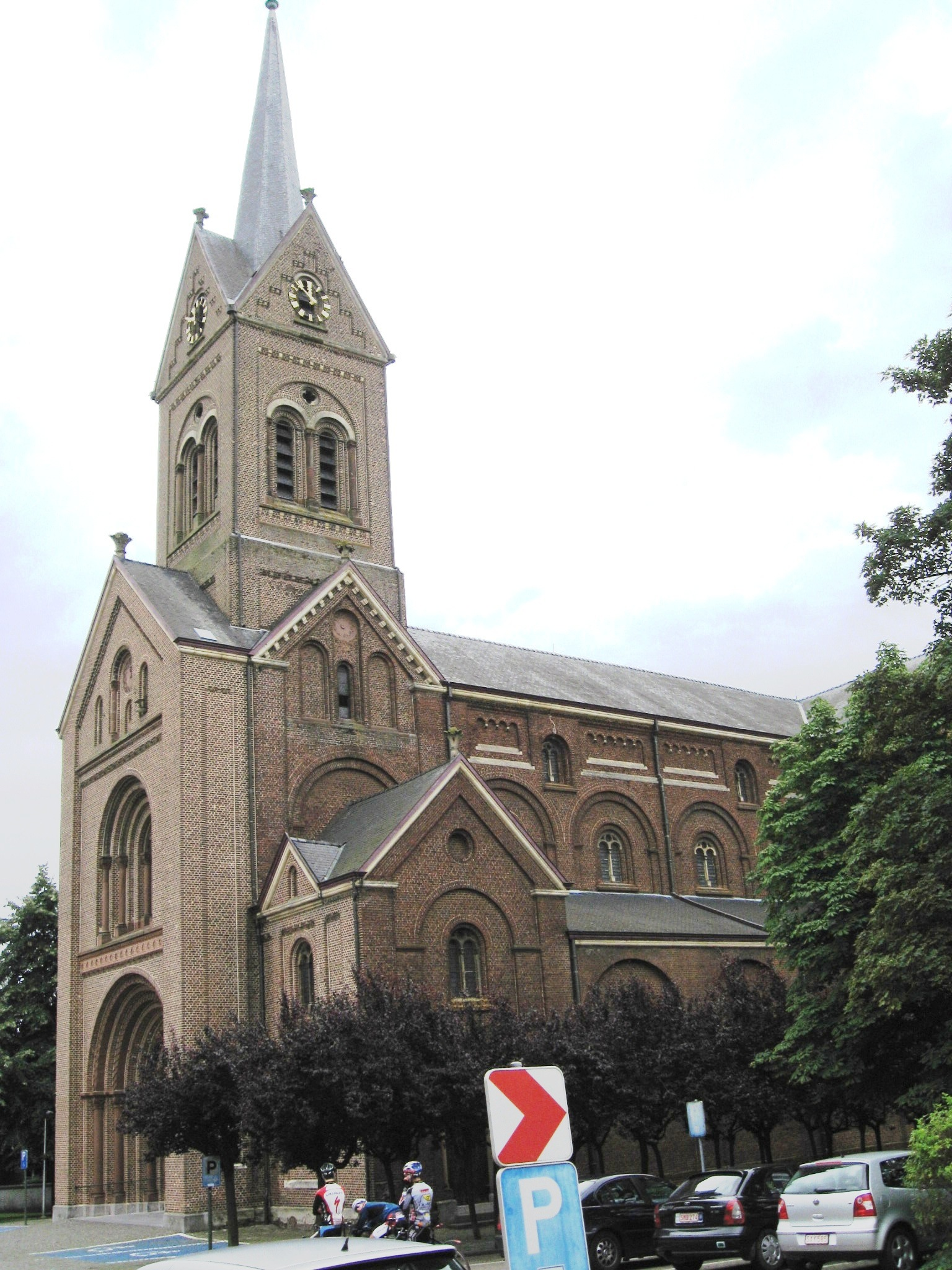
Onze-Lieve-Vrouw Hemelvaartkerk in Lummen

De Onze-Lieve-Vrouw Hemelvaartkerk is een neoromaanse kerk in de Limburgse gemeente Lummen. De kerk, gelegen in de Kerkstraat, werd als driebeukige kruisbasiliek gebouwd van 1870 tot 1872.
Het gebouw is een ontwerp van architect Herman Jaminé en staat op de plaats waar oorspronkelijk een gotische kerk stond. 
In de kerk vindt men een romaanse doopvont uit de 12e eeuw en een massief koperen lezenaar met een voetstuk uit wit carraramarmer (1642). De neoromaanse beschildering bleef slechts deels bewaard, de glasramen dateren van 1911 en 1913. Het orgel in de kerk is sinds 2004 beschermd als monument.
De toren en de voorgevel van de kerk werden in 1993 gerenoveerd. Naast de kerk bevindt zich de beschermde Grafkapel Van Willigen-Glavany.